# Werner Kraus (Beamter)

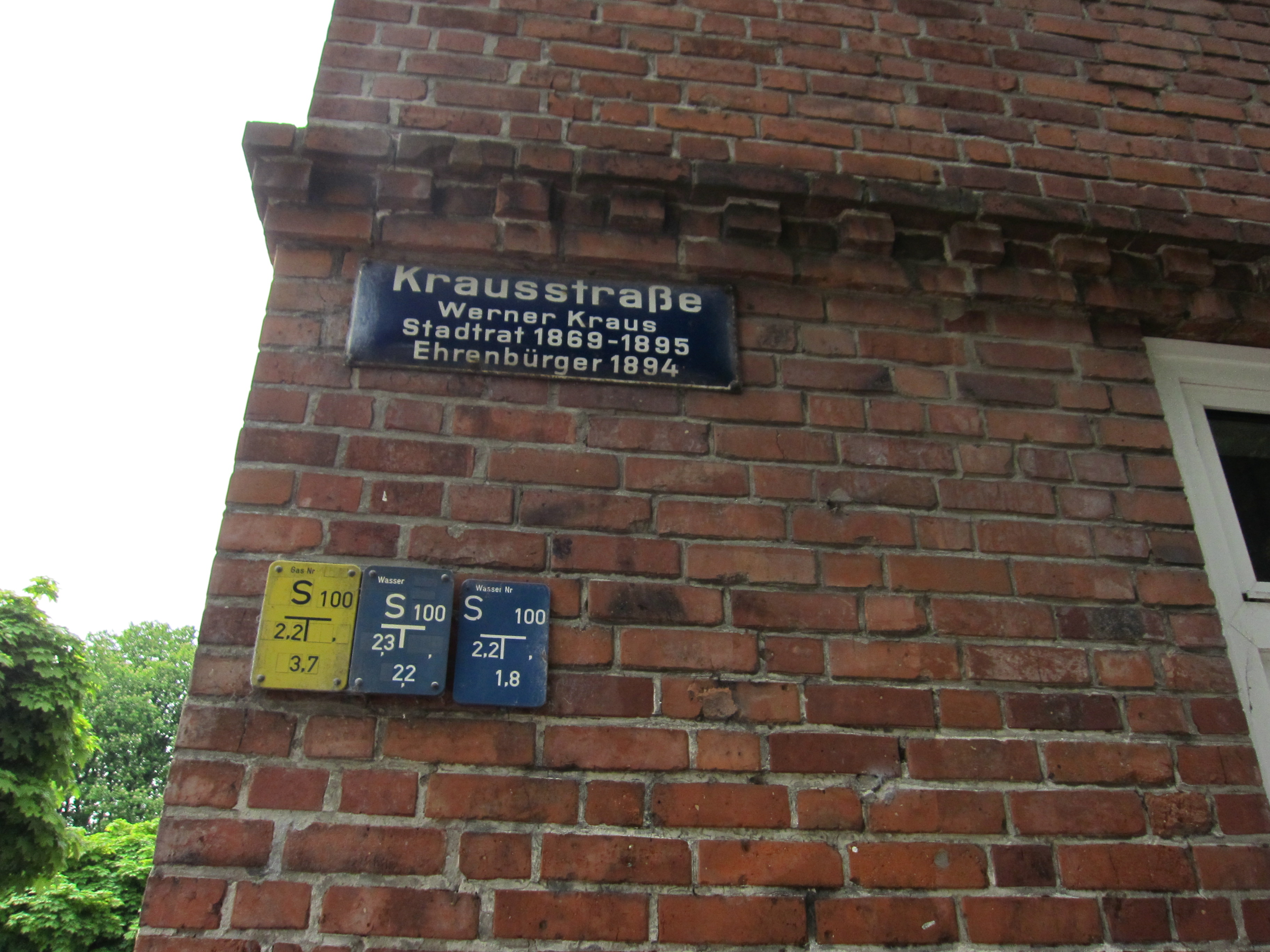
Straßenschild Krausstraße in Kiel

Werner Kraus (* 4. Februar 1818 in Flensburg; † 18. August 1900 in Kiel) war ein schleswig-holsteinischer Beamter, Rechtsanwalt und Politiker.

## Leben
Werner Kraus studierte in Kiel, Berlin und München. Nach seinem Examen 1841 arbeitete er von 1841 bis 1848 in verschiedenen Lokalämtern und wurde dann in der schleswig-holsteinischen Kanzlei in Kopenhagen angestellt. 1852 schied er aus dem Staatsdienst aus und wurde Rechtsanwalt in Kiel. 1864 wurde er Amtmann in Flensburg und 1865 als Regierungsrat Sektionschef der holsteinischen Landesregierung in Kiel. Nach der Annexion Schleswig-Holsteins durch Preußen wurde er 1866 aus diesem Amt entlassen. Von 1869 bis zu seiner Pensionierung im Jahre 1895 war er unbesoldeter Stadtrat in Kiel. Er war Vorsitzender der Schulkommission und der Bau- kommission. 1894 wurde er wegen seiner Verdienste zum Ehrenbürger der Stadt Kiel ernannt. Nach ihm wurde die Kieler Krausstraße benannt.
Von 1867 bis 1871 war Werner Kraus Abgeordneter des Wahlkreises Schleswig-Holstein 2 (Apenrade, Flensburg) im Reichstag des Norddeutschen Bundes. Hierdurch war er auch Mitglied des Zollparlaments. Er gehörte zunächst der Fraktion der Bundesstaatlich-Konstitutionellen Vereinigung an und wechselte später zur Fraktion der Freien Vereinigung.
Kraus wurde in einem Ehrengrab auf dem Kieler Südfriedhof beigesetzt (S 146).